# العلاقات البريطانية الغيانية
العلاقات البريطانية الغيانية هي العلاقات الثنائية التي تجمع بين المملكة المتحدة وغيانا.

## مقارنة بين البلدين
هذه مقارنة عامة ومرجعية للدولتين:
| وجه المقارنة                                              | المملكة المتحدة                 | غيانا        |
| --------------------------------------------------------- | ------------------------------- | ------------ |
| المساحة (كم2)                                             | 242.50 ألف                      | 214.97 ألف   |
| عدد السكان (نسمة)                                         | 66.02 مليون                     | 777.86 ألف   |
| الكثافة السكانية (ن./كم²)                                 | 272.25                          | 3.62         |
| العاصمة                                                   | لندن                            | جورج تاون    |
| اللغة الرسمية                                             | لغة إنجليزية، اللغة الويلزية    | لغة إنجليزية |
| العملة                                                    | جنيه إسترليني                   | دولار غياني  |
| الناتج المحلي الإجمالي (بليون دولار)                      | 2.62 تريليون                    | 3.68 مليار   |
| الناتج المحلي الإجمالي (تعادل القوة الشرائية) بليون دولار | 2.72 تريليون                    | 5.77 مليار   |
| الناتج المحلي الإجمالي الاسمي للفرد دولار أمريكي          | 43.88 ألف                       | 4.13 ألف     |
| الناتج المحلي الإجمالي للفرد دولار أمريكي                 | 40.23 ألف                       |              |
| مؤشر التنمية البشرية                                      | 0.907                           |              |
| رمز المكالمات الدولي                                      | +44                             | +592         |
| رمز الإنترنت                                              | .uk، .gb                        | .gy          |
| المنطقة الزمنية                                           | توقيت غرينيتش، توقيت غرب أوروبا | 00           |

## منظمات دولية مشتركة
يشترك البلدان في عضوية مجموعة من المنظمات الدولية، منها:
| علم المنظمة | اسم المنظمة                               | تاريخ انضمام المملكة المتحدة | تاريخ انضمام غيانا |
| ----------- | ----------------------------------------- | ---------------------------- | ------------------ |
|             | مؤسسة التنمية الدولية                     | 24 سبتمبر 1960               | 4 يناير 1967       |
|             | يونسكو                                    | 4 نوفمبر 1946                | 21 مارس 1967       |
|             | وكالة ضمان الاستثمار متعدد الأطراف        | 12 أبريل 1988                | 18 يناير 1989      |
|             | الأمم المتحدة                             | 24 أكتوبر 1945               | 20 سبتمبر 1966     |
|             | دول الكومنولث                             | 11 ديسمبر 1931               | ?                  |
|             | الاتحاد البريدي العالمي                   | ?                            | ?                  |
|             | البنك الدولي للإنشاء والتعمير             | 27 ديسمبر 1945               | 26 سبتمبر 1966     |
|             | بنك التنمية الكاريبي ‏                     | ?                            | ?                  |
|             | الاتحاد الدولي للاتصالات                  | 24 فبراير 1871               | 8 مارس 1967        |
|             | منظمة حظر الأسلحة الكيميائية              | ?                            | ?                  |
|             | مؤسسة التمويل الدولية                     | 20 يوليو 1956                | 4 يناير 1967       |
|             | المركز الدولي لتسوية المنازعات الاستشارية | 18 يناير 1967                | 10 أغسطس 1969      |
|             | منظمة التجارة العالمية                    | 1995                         | ?                  |
|             | منظمة الشرطة الجنائية الدولية             | ?                            | ?                  |

## أعلام
هذه قائمة لبعض الشخصيات التي تربطها علاقات بالبلدين:
- أنجيل كولبي (30 أغسطس 1980 – )
- بحالديت شارما (ممثل بريطاني، 1961 – )
- كارول كينيون (مغنية من المملكة المتحدة، 1959 – )
- ليونا لويس (3 أبريل 1985[21][22] – )
- مالك أل ناصر (1966 – )
- هوارد إيستمان (ملاكم غياني، 8 ديسمبر 1970 – )

## وصلات خارجية
- موقع وزارة الخارجية البريطانية
- موقع وزارة الخارجية الغيانية